# IX kadencja Sejmu Krajowego Galicji
IX kadencja Sejmu Krajowego Galicji – dziewiąta kadencja Sejmu Krajowego Galicji, odbywająca się w latach 1908–1913 we Lwowie.

## Sesje Sejmu

### I sesja
Pierwsza sesja odbyła się w dniach 15 września – 5 listopada 1908, 16 września – 16 października 1909, 11 stycznia – 19 lutego 1910, 11 stycznia -14 lutego 1912 i 18 marca – 2 kwietnia 1913. Marszałkiem krajowym był Stanisław Badeni, zastępcą abp Andrzej Szeptycki (od 1912 bp Kostiantyn Czechowycz), namiestnikiem Michał Bobrzyński, komisarzami rządowymi Włodzimierz Łoś i Edwin Płażek. Po odroczeniu nastąpiły zmiany personalne: marszałkiem został Stanisław Badeni, zastępcą Andrzej Szeptycki, namiestnikiem Andrzej Potocki, komisarzami Włodzimierz Łoś, Juliusz Kleeberg, Jan Adam Czeżowski, Gustaw Brückner, Stanisław Grodzicki (pod koniec sesji tylko on).
W czasie sesji powołano 19 komisji (zwanych wydziałami, w 1910 powołano dwudziestą), odbyto 122 posiedzenia (z pięciokrotnym odraczaniem). Po ostatnim odroczeniu, 5 maja 1913 Namiestnictwo z upoważnienia cesarza zamknęło sesję.

## Skład Sejmu

### Wiryliści
- Józef Bilczewski – rzymskokatolicki arcybiskup lwowski
- Andrzej Szeptycki – greckokatolicki arcybiskup lwowski
- Józef Teodorowicz – ormiańskokatolicki arcybiskup lwowski
- Leon Wałęga – rzymskokatolicki biskup tarnowski
- Józef Sebastian Pelczar – rzymskokatolicki biskup przemyski
- Jan Duklan Puzyna – rzymskokatolicki biskup krakowski (zmarł w 1911, jego miejsce zajął od 1912 Adam Stefan Sapieha)
- Kostiantyn Czechowycz – greckokatolicki biskup przemyski
- Hryhorij Chomyszyn – greckokatolicki biskup stanisławowski

Rektorzy Uniwersytetu Lwowskiego (obsadzali miejsca, jeżeli w czasie ich rocznej kadencji wypadała sesja Sejmu):
- Bronisław Dembiński (1908)
- Antoni Mars (1908-1909)
- Błażej Jaszowski (1910-1911)
- Ludwik Finkel (1912)
- Adolf Beck (1912-1913)

Rektorzy Uniwersytetu Jagiellońskiego (obsadzali miejsca, jeżeli w czasie ich rocznej kadencji wypadała sesja Sejmu):
- Franciszek Fierich (1908-1919)
- August Witkowski (1910-1911)
- Władysław Szajnocha (1911-1912)
- Fryderyk Zoll (1912-1913)

Rektorzy Politechniki Lwowskiej:
- Stefan Niementowski (1908)
- Bronisław Pawlewski (1909)
- Maksymilian Thullie (1910)
- Tadeusz Fiedler (1912)
- Edwin Hauswald (1913)

Prezes Akademii Umiejętności:
- Stanisław Kostka Tarnowski

### Posłowie obieralni

#### I kuria
- 1. Obwód krakowski:
  - Michał Bobrzyński
  - Karol Czecz de Lindenwald (zmarł w 1910, od 1912 jego miejsce zajął Wacław Zaleski)
  - Jan Albin Goetz
  - Władysław Leopold Jaworski
  - Józef Milewski (złożył mandat na jego miejsce w marcu 1912 wybrany Stefan Skrzyński)[1]
  - Antoni Wodzicki
- 2. Obwód brzeżański:
  - Józef Wereszczyński
  - Aleksander Krzeczunowicz
  - Mieczysław Onyszkiewicz
- 3. Obwód przemyski:
  - Ignacy Dembowski
  - Włodzimierz Kozłowski
  - Wincenty Kraiński
- 4. Obwód złoczowski:
  - Władysław Gniewosz
  - Oskar Schnell
  - Kazimierz Badeni (zmarł w 1909, na jego miejsce 6 września 1909 obrano Aleksandra Raciborskiego)
- 5. Obwód czortkowski:
  - Kazimierz Horodyski
  - Adam Gołuchowski (mianowany 14 czerwca 1912 marszałkiem krajowym, złożył mandat, na jego miejsce złożył ślubowanie Jan Godek)[2]
  - Kornel Paygert
- 6. Obwód tarnowski:
  - Józef Męciński
  - Jan Hupka
  - Stefan Sękowski (zmarł w 1910, na jego miejsce obrano Jana Konopkę)
- 7. Obwód tarnopolski:
  - Jan Vivien de Chateaubrun
  - Juliusz Korytowski
  - Michał Garapich
- 8. Obwód sanocki:
  - Kazimierz Laskowski
  - Jan Trzecieski (zmarł w 1909, na jego miejsce 18 czerwca 1909 obrano Stanisława Jana Starowieyskiego)
  - Mieczysław Urbański
- 9. Obwód samborski:
  - Stanisław Niezabitowski
  - Albin Rayski
  - Tadeusz Skałkowski (zmarł w 1909, na jego miejsce 6 sierpnia 1909 obrano Stefana Komorowskiego)
- 10. Obwód żółkiewski:
  - Stanisław Starzyński
  - Kazimierz Obertyński (od 1913 jego miejsce zajął Paweł Sapieha)
  - Andrzej Lubomirski
- 11. Obwód sądecki:
  - Władysław Głębocki (zmarł w 1909, na jego miejsce 23 kwietnia 1909 został obrany Antoni Mars)
  - Tadeusz Pilat
- 12. Obwód rzeszowski:
  - Stanisław Dąmbski
  - Stanisław Jędrzejowicz
- 13. Obwód stryjski:
  - Julian Brunicki
  - Stanisław Stadnicki
- 14. Obwód stanisławowski:
  - Wojciech Dzieduszycki (zmarł w 1909, na jego miejsce w 1910 wybrano Władysława Wiktora Czaykowskiego[3], który złożył mandat w 1912, na jego miejsce wybrany Władysław Dzieduszycki)[4]
  - Stanisław Brykczyński (zmarł w 1912 na jego miejsce wybrany Józef Milewski)[5]
- 15. Obwód kołomyjski:
  - Mikołaj Krzysztofowicz
  - Leszek Cieński (zmarł w 1913, jego miejsce zajął Leon Puzyna)
- 16. Obwód lwowski:
  - Dawid Abrahamowicz

#### II kuria
- Henryk Kolischer (Izba lwowska)
- Józef Sare (Izba krakowska)
- Stanisław Rittel (Izba brodzka)

#### III kuria
- 1. Okręg Lwów:
  - Ernest Adam
  - Roger Battaglia
  - Stanisław Ciuchciński (zmarł w 1912, od 1913 jego miejsce zajął Józef Neumann)
  - Stanisław Głąbiński
  - Natan Loewenstein
  - Tadeusz Rutowski
- 2. Okręg Kraków:
  - Ernest Tytus Bandrowski
  - Jan Kanty Federowicz
  - Ignacy Landau
  - Juliusz Leo
- 3. Okręg Przemyśl:
  - Franciszek Doliński
- 4. Okręg Stanisławów:
  - Leon Biliński
- 5. Okręg Tarnopol:
  - Emil Michałowski
- 6. Okręg Brody:
  - Oktaw Sala
- 7. Okręg Jarosław:
  - Władysław Jahl
- 8. Okręg Drohobycz:
  - Alfred Halban
- 9. Okręg Biała:
  - Karol Haempel
- 10. Okręg Nowy Sącz:
  - Witold Korytowski
- 11. Okręg Tarnów:
  - Tadeusz Tertil
- 12. Okręg Rzeszów:
  - Stanisław Jabłoński

- 13. Okręg Sambor:
  - Franciszek Sobolewski
- 14. Okręg Stryj:

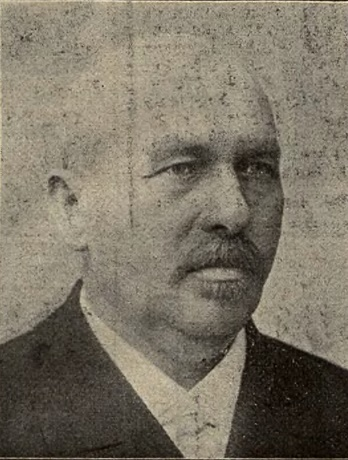
dr med. Franciszek Sobolewski

  - Filip Fruchtman (zmarł w 1909, na jego miejsce 3 września 1909 obrano Władysława Dulębę, od 1913 mandat ten objął Marceli Misiński)
- 15. Okręg Kołomyja:
  - Jan Kleski
- 16. Okręg Podgórze-Wieliczka:
  - Franciszek Maryewski
- 17. Okręg Bochnia-Wadowice:
  - Ferdynand Maiss
- 18. Okręg Gorlice-Jasło:
  - ks. Leon Pastor (od 1912 mandat ten objął Ludomił German)
- 19. Okręg Sanok-Krosno:
  - August Gorayski
- 20. Okręg Brzeżany-Złoczów:
  - Stanisław Schaetzel

#### IV kuria
1. Okręg Lwów – Teofil Merunowicz
2. Okręg Gródek – Adolf Brunicki
3. Okręg Brzeżany – Tymotej Staruch
4. Okręg Bóbrka – Stanisław Mycielski
5. Okręg Rohatyn – Kost Łewycki
6. Okręg Podhajce – Mychajło Sodomora
7. Okręg Zaleszczyki – Tadeusz Cieński
8. Okręg Borszczów – Tadeusz Czarkowski-Golejewski
9. Okręg Czortków – Artur Cielecki-Zaremba
10. Okręg Husiatyn – Iwan Kiweluk
11. Okręg Kołomyja – Mychajło Zajaczuk-Myroniuk
12. Okręg Horodenka – Antoni Teodorowicz
13. Okręg Kosów – Jan Tracz
14. Okręg Śniatyń – Stefan Moysa-Rosochacki
15. Okręg Przemyśl – Władysław Leon Sapieha
16. Okręg Jarosław – Witold Czartoryski
17. Okręg Jaworów – Jan Kanty Szeptycki (zmarł w 1912, od 1913 jego mandat objął Iwan Kochanowśkyj)
18. Okręg Mościska – Zachar Skwarko
19. Okręg Sambor – Feliks Sozański
20. Okręg Turka – Josyf Hanczakowśkyj (zmarł w 1912, jego mandat od 1913 objął Teodor Rożankowśkyj)
21. Okręg Drohobycz – Franciszek Zamoyski
22. Okręg Rudki – Aleksander Skarbek
23. Okręg Stary Sambor – Zygmunt Lewakowski
24. Okręg Sanok – Tadeusz Wrześniowski
25. Okręg Lisko – Antin Staruch
26. Okręg Dobromil – Władysław Czaykowski
27. Okręg Brzozów – Zdzisław Skrzyński
28. Okręg Stanisławów – Łazar Wynnyczuk
29. Okręg Bohorodczany – Bohdan Krynicki (zmarł w 1913)
30. Okręg Buczacz – Stanisław Badeni
31. Okręg Nadwórna – Iwan Sandulak
32. Okręg Tłumacz – Iwan Makuch
33. Okręg Stryj – Jewhen Ołesnycki (złożył mandat w 1910, 6 września 1910 wybory uzupełniające na zwolnione miejsce wygrał Jewhen Petruszewycz)[6][7]
34. Okręg Dolina – Stefan Cipser
35. Okręg Kałusz – Iwan Kuroweć
36. Okręg Żydaczów – ks. Kornyło Senyk (złożył mandat w 1912, od 1913 mandat objął ks. Ostap Niżankiwśkyj)
37. Okręg Tarnopol – Pawło Dumka
38. Okręg Skałat – Leon Jan Piniński
39. Okręg Zbaraż – Ołeksa Krysowatyj
40. Okręg Trembowla – Jerzy Baworowski
41. Okręg Złoczów – Kazimierz Obertyński (od 1910 Henryk Weiser)
42. Okręg Brody – Wołodymyr Dudykewycz
43. Okręg Kamionka Strumiłowa – Stanisław Badeni (zmarł w 1912)
44. Okręg Przemyślany – Roman Potocki
45. Okręg Żółkiew – Mychajło Korol
46. Okręg Sokal – Konstanty Kraiński
47. Okręg Cieszanów – Kazimierz Jampolski
48. Okręg Rawa – ks. Antin Kołpaczkewycz
49. Okręg Kraków – Franciszek Ptak
50. Okręg Chrzanów – Edward Mycielski
51. Okręg Bochnia – Antoni Górski
52. Okręg Brzesko – Szymon Bernadzikowski
53. Okręg Wieliczka – Wiktor Skołyszewski
54. Okręg Jasło – Franciszek Stefczyk
55. Okręg Gorlice – Władysław Długosz
56. Okręg Krosno – Jan Stapiński
57. Okręg Rzeszów – Jan Wasung
58. Okręg Kolbuszowa – Janusz Tyszkiewicz
59. Okręg Łańcut – Bolesław Żardecki
60. Okręg Nisko – Klemens Kostheim (od 1910 Jan Bis)
61. Okręg Tarnobrzeg – Zdzisław Tarnowski
62. Okręg Nowy Sącz – Wincenty Myjak
63. Okręg Grybów – Jan Cieluch
64. Okręg Nowy Targ – Jan Bednarski
65. Okręg Limanowa – Jan Marszałkowicz
66. Okręg Tarnów – Wincenty Witos
67. Okręg Dąbrowa – Jakub Bojko
68. Okręg Pilzno – Adam Krężel
69. Okręg Ropczyce – Michał Jedynak
70. Okręg Mielec – Andrzej Kędzior
71. Okręg Wadowice – Antoni Styła
72. Okręg Biała – ks. Stanisław Stojałowski (zmarł w 1911, jego mandat od 1912 objął Stanisław Łazarski)
73. Okręg Myślenice – Kazimierz Lubomirski
74. Okręg Żywiec – Wojciech Szwed

## Literatura
- Wyniki wyborów do Sejmu w r. 1908 i 1913. „Rzeczpospolita”, s. 187-192, Nr 103 z 19 lipca 1913.
- Stanisław Grodziski: Sejm Krajowy Galicyjski 1861-1914. Warszawa: Wydawnictwo Sejmowe, 1993. ISBN 83-7059-052-7.